# Febian Brandy
Febian Earlston Brandy (Manchester, 1989. február 4. –) angol labdarúgó, aki a Cheadle Town játékosa.
Pályafutását a Manchester United színeiben kezdte, de nem tudott betörni a felnőtt csapatba, kölcsönben szerepelt a Swansea City, a Hereford United és a Gillingham színeiben, mielőtt szerződését 2010-ben felbontották. 2011-ben leszerződtette a Notts County, de innen is elengedték az év végén. Miután egy rövid időszakot Görögországban töltött a Panaitolikósz játékosaként, visszatért Angliába a Walsall, majd a Sheffield United színeiben. Pályafutása utolsó éveiben megfordult több kisebb angol csapatnál és Thaiföldön is. 2018-ban visszavonult, de négy évvel később visszatért a Cheadle Town színeiben.

## Pályafutása
Brandy 9 éves korában került a Manchester Unitedhez. A megfigyelők a helyi amatőr csapatnál, a West End Boysnál figyeltek fel rá és próbajátékra hívták a United régi edzőpályájára, a The Cliffre. Különböző sérülései, köztük egy lábtörés miatt ki kellett hagynia a 2005–2006-os szezon nagy részét, de azóta állandó tagja a Vörös Ördögök tartalékcsapatának. Első gólját 2006 októberében a Bolton Wanderers ellen szerezte.
Brandy kezdő volt az FA Youth Cup döntőjében a Liverpool ellen. Az első félidőben kiharcolt egy büntetőt, melyet Sam Hewson értékesített. A második játékrészben azonban kihagyott egy nagy helyzetet, amit az edző, Paul McGuinness később a meccs kulcsmomentumának nevezett, mivel végül a Liverpool nyert büntetőkkel. 2007-ben ő szerezte a győztes gólt a Juventus ellen a Champions Youth Cup döntőjében. Ebben a sorozatban a világ legismertebb csapatainak fiataljai csapnak össze.
2008. január 17-én a Swansea Citynél bejelentették, hogy kölcsönvették Brandyt a 2007–2008-as szezon végéig, ezt nem sokkal később a Manchester United is megerősítette. Két nappal később Brandy be is mutatkozott a csapatban a Port Vale ellen. 2008 nyarán a Swansea ismét kölcsönvette a fiatal csatárt, ezúttal is a szezon felére.
2009. február 2-án kölcsönben a Hereford Unitedhez igazolt. Eredetileg csak egy hónapra, de végül a 2008/09-es szezon végéig maradt. Február 14-én, egy Cheltenham Town elleni találkozón mutatkozott be a csapatban és gólt is szerzett. Összesen négy találatig jutott a Bikáknál.

## Sikerei, díjai

### Swansea City
- Az angol harmadosztály bajnoka: 2008

## Külső hivatkozások
- Febian Brandy pályafutásának statisztikái a Soccerbase oldalon (angolul)

- Febian Brandy profilja a ManUtd.com-on